# Karin Nellemose
Karin Nellemose (født 3. august 1905 i København, død 5. august 1993 i Charlottenlund) var en dansk skuespillerinde.
Karin Nellemose blev uddannet på Det kongelige Teaters elevskole i årene 1924-1926 og debuterede på samme teater som Thilde i Haardt imod haardt (af Edvard Brandes). Hun var derefter tilknyttet samme teater – og næsten kun det – i omtrent 60 år. Af hendes roller huskes Fru Linde i Et dukkehjem (Henrik Ibsen).
På tv fik hun flere bragende succeser i tv-spil og i satireprogrammer. Hun huskes f.eks. som fru Brydesen fra tv-serien Ka' De li' østers? fra 1967 og senere som Misse Møhge i Matador.
Karin Nellemose fik i 1957 Teaterpokalen, i 1968 Henkel-prisen og i 1980 Ole Haslund-prisen.

## Privat
Hun var i mange år gift med sceneinstruktør Torben Anton Svendsen og sammen fik de datteren Annemette Svendsen, som også var skuespillerinde.
Hun var søster til billedhuggeren Knud Nellemose.

## Filmografi
- Du skal ære din hustru – 1925
- Præsten i Vejlby – 1931
- Kirke og orgel – 1932
- Barken Margrethe af Danmark – 1934
- Nøddebo Præstegård – 1934
- Den mandlige husassistent – 1938
- Livet på Hegnsgaard – 1938
- Elverhøj – 1939
- En desertør – 1940
- Tak fordi du kom, Nick – 1941
- Tyrannens fald – 1942
- Tordenskjold går i land – 1942
- Mine kære koner – 1942
- Familien Gelinde – 1944
- Spurve under taget – 1944
- I går og i morgen – 1945
- Brevet fra afdøde – 1946
- Oktoberroser – 1946
- Hans store aften – 1946
- Soldaten og Jenny – 1947
- Tre år efter – 1948
- Mens porten var lukket – 1948
- Hr. Petit – 1948
- Kampen mod uretten – 1949
- Susanne – 1950
- Café Paradis – 1950
- Min kone er uskyldig – 1950
- Avismanden – 1952
- Vi som går køkkenvejen – 1953
- Den gamle mølle på Mols – 1953
- Sønnen – 1953
- Hejrenæs – 1953
- Adam og Eva – 1953
- Det er så yndigt at følges ad – 1954
- Hendes store aften – 1954
- Bruden fra Dragstrup – 1955
- Jeg elsker dig – 1957
- Baronessen fra benzintanken – 1960
- Støv på hjernen – 1961
- Det stod i avisen – 1962
- Dronningens vagtmester – 1963
- Pigen og greven – 1966